# William Green
William Green (1927 – 2 gennaio 2010) è stato un aviatore, scrittore e giornalista britannico.

## Biografia
Durante il suo servizio presso la Royal Air Force, scrisse per la  Air Training Corps Gazette, che poi divenne la Air Pictorial.

Green era direttore tecnico della RAF Flying Review, quindi direttore editoriale quando divenne Flying Review International. Nel 1971 creò con Gordon Swanborough il mensile Air International, di cui rimase amministratore delegato fino alla fine degli anni '90.
Green revisionò numerose edizioni dell'Observer's Book of Aircraft e spese gran parte della sua vita facendo ricerca e scrivendo di aeronautica e aviazione. Il suo Warplanes of the Third è un classico del suo genere. Insieme a Gordon Swanborough scrisse molti libri, fra cui The Illustrated Encyclopaedia of the Worlds Commercial Aircraft, Illustrated Anatomy of the World's Fighters, The Complete Book of Fighters e Flying Colours.